# Stan Cullis
Pour les articles homonymes, voir Cullis.
Stan Cullis, né le 25 octobre 1916 à Ellesmere Port (Angleterre), mort le 28 février 2001 à Malvern (Angleterre), était un footballeur et un entraineur de football anglais, qui évoluait au poste d'arrière gauche à Wolverhampton Wanderers et en équipe d'Angleterre.
Cullis n'a marqué aucun but lors de ses douze sélections avec l'équipe d'Angleterre entre 1937 et 1939.

## Palmarès

### En équipe nationale
- 12 sélections et 0 but avec l'équipe d'Angleterre entre 1937 et 1939.

## Palmarès d'entraineur

### Avec Wolverhampton Wanderers
- Vainqueur du Championnat d'Angleterre de football en 1954, 1958 et 1959.
- Vainqueur de la Coupe d'Angleterre de football en 1949 et 1960.